# 野内与吉
野内 与吉（のうち よきち、1895年〈明治28年〉11月18日 - 1969年〈昭和44年〉8月29日）は、ペルーのマチュピチュ村の初代村長。福島県大玉村出身。

## 概要
1895年、福島県安達郡玉井村の裕福な農家の家に生まれる。父親は玉井信用組合の理事も務めていた。1917年、21歳のときにゴム景気で湧くペルーに移民し、1923年よりペルー国鉄で勤務。マチュピチュまでの鉄道建設に携わったのを契機にマチュピチュに移住。
1939年にマチュピチュ地区の行政最高責任者に就任、マチュピチュの村昇格直後、1948年から2年間村長を務め、1969年に現地で物故するまで、村初の本格的ホテル「ホテル・ノウチ」を開業したり、水力発電所を作ったりするなど村の発展に尽力した。ホテルは初の大型木造建築でもあり、1階部分を交番や郵便局として無償で貸与、後に2階部分も村長室や裁判所として村のために提供し、ホテル・ノウチを中心に村が発展することとなった。
2015年10月、マチュピチュ村は、野内の故郷である大玉村と、同村にとって初となる友好都市協定を締結した。

## 年譜
- 1895年（明治28年）11月18日- 福島県安達郡玉井村・野内与惣松とイセの次男として生まれる。
- 1917年（大正 6年）1月23日 - 契約移民としてペルー共和国へ出国（横浜港からカリャオ港へ）
- 1917年（大正 7年）- アメリカ、ブラジル、ボリビアに渡る。
- 1923年（大正13年）- ペルーに戻りクスコ県ペルー国鉄クスコ・サンタ・アナ鉄道に勤務、マチュピチュ集落定住。
- 1935年（昭和10年）- マチュピチュ集落に村唯一のホテル（ノウチ・ホテル）建てる。
- 1939年（昭和14年）- マチュピチュ集落最高責任者である行政官に任命される。
- 1941年（昭和16年）10月 - マチュピチュ村の創設（行政区分によりマチュピチュ集落からマチュピチュ村となる）
- 1947年（昭和22年）- マチュピチュ村大災害（土砂崩れ）発生。
- 1948年（昭和23年）- マチュピチュ村の復興のためマチュピチュ村村長に任命される。
- 1950年（昭和28年）- ペルー国鉄クスコ・サンタ・アナ鉄道に再度、勤務。
- 1958年（昭和33年）- 三笠宮崇仁がマチュピチュ遺跡見学。野内与吉の長女オルガ・ノウチが花束を贈呈。
- 1968年（昭和43年）7月 - 故郷である福島県大玉村に帰郷。
- 1969年（昭和44年）8月29日 - 現地で物故（死去）。

## 人物
- 野内が村長に就任した契機は、村の川が氾濫し、村民が政府に救援を要請した際に、復興のために政府の命令で村長に就任したことによる[1]。マチュピチュが正式に村に昇格したのは1941年であり、事実上の初代村長である[1]。
- 1958年、三笠宮崇仁親王が遺跡を見学した際に、長女オルガ・ノウチが花束を贈呈した。これを報じた記事により、日本の親族が野内の消息を知り、日本大使館を通じて接触、旅費を集めたため、1968年に52年ぶりの帰郷が実現、メディアに「今世浦島」と伝えられた[1]。

## 家族
最初の妻マリア・ポルティージョとの間に最初に生まれた長男は早世、その後2男2女をもうけ、再婚したマリア・モラレスとの間に5人の子をもうけた。